# Aleksander Poniński (1766–1824)
Aleksander Andrzej Poniński herbu Łodzia (ur. w 1766 roku, zmarł w 1824 roku) – poseł zakroczymski na sejm grodzieński (1793), członek konfederacji grodzieńskiej 1793 roku, major a potem podpułkownik w Insurekcji kościuszkowskiej, kawaler maltański (w zakonie od 1786 roku), kawaler Honoru i Dewocji, zatwierdzony w tytule książęcym w Galicji w 1821 roku.

## Życiorys
Syn Adama i Józefy Lubomirskiej. Żonaty z Zofią Poletyło, miał syna Leandra.
Był dziedzicem Horyńca.